# Ira Losco
Ira Losco M.Q.R. (ur. 31 lipca 1981 w Sliemie) – maltańska piosenkarka.
Karierę muzyczną rozpoczęła w 1997, śpiewając w zespole Tiara. Wspólnie wydali epkę pt. Hi-Infidelity i album studyjny pt. Butterfly, oba ukazały się w 2001. Występowała też solowo, biorąc udział festiwalach muzycznych. M.in. Kanzunetta għaż-Żgħażagħ w 1999, Festival Internazzjonali Tal-Kanzunetta Maltija, gdzie zajęła 5. miejsce dzięki piosence Thallinix. Występ przyniósł jej jednak nagrodę FIDOF, uznającą ją za najbardziej obiecującą piosenkarkę. Była stałą wokalistką w programie telewizyjnym Tista tkun It.
W 2000 roku Ira wzięła udział w musicalu Rita ta' Cascia do słów Raya Mahoneya i muzyki Marka Spiteri Lucasa , w którym zagrała główną rolę Rity.
W latach 2000-2002 startowała w maltańskich preselekcjach do Konkursu Piosenki Eurowizji (Malta Song for Europe). Za każdym razem prezentując kilka piosenek: 
- Konkursu Piosenki Eurowizji 2000 - Shine (6 miejsce), Falling in Love (7 miejsce).
- Konkursu Piosenki Eurowizji 2001 - Spellbound (2 miejsce), Don't Give Up (4 miejsce), Deep Inside My Heart (9 miejsce), We'll Ride the Wind (11 miejsce).
- Konkursu Piosenki Eurowizji 2002  - 7th Wonder (1 miejsce), One Step Away (3 miejsce).

Z piosenką 7th Wonder została reprezentantką Malty w 47. Konkursie Piosenki Eurowizji w Tallinnie. Zajęła w nim drugie miejsce po zdobyciu 164 punktów, uzyskując najwyższe miejsce w historii startów Malty w konkursie.
Po udziale w Eurowizji odeszła z zespołu Tiara. W lipcu 2002 kontrakt z wytwórnią płytową Cap Sounds, zgłaszającej ją do konkursu Eurowizji, został rozwiązany. Ira zarzucała wytwórni nieinformowanie jej o podejmowanych działaniach realizowanych w ramach kontraktu.
W 2003 Irę Losco wybrano do wykonania utworu Reaching Higher, będącego oficjalnym hymnem X Igrzysk Małych Krajów Europy, rozgrywanych na Malcie. Rok później wydała debiutancki, solowy album pt. Someone Else, który zapowiadała singlem I’m in Love Again. 
W 2005 pojawił się jej kolejny album Accident Prone. W roku tym odbyła też trasę koncertową w Niemczech, występując jako support przed występami wykonawców, takich jak Melanie C, Katie Melua, Elton John czy Ronan Keating.
W 2008 Losco wydała kolejny album Fortune Teller. A w grudniu 2008 została uhonorowana odznaczeniem Midalja għall-Qadi tar-Repubblika.
W 2012 i 2013 pojawiły się dwa kolejne albumy Losco Love Me or Hate Me i The Fire.
W styczniu 2016 z piosenką Chameleon (Invincible) zwyciężyła w finale krajowych eliminacji do 61. Konkursu Piosenki Eurowizji organizowanego w Sztokholmie. W preselekcjach wykonała także utwór That's Why I Love You, który nie został zakwalifikowany do finału preselekcji. W marcu ogłosiła, że w konkursie wykona utwór Walk on Water. W maju pomyślnie przeszła przez półfinał Eurowizji i wystąpiła w finale, w którym zajęła 12. miejsce po zdobyciu 153 punktów, w tym 16 pkt od telewidzów (21. miejsce) i 137 pkt od jurorów (4. miejsce).
W 2018 Ira wydała kolejny album, noszący tytuł No Sinner No Saint.

## Współpraca z innymi artystami
W lipcu 2017 roku miał premierę teledysk do utworu OMG, w którym wraz z Irą gościnnie zaśpiewała Shyli Cassar. Utwór znalazł się później na płycie No Sinner No Saint. W tym samym roku Losco nagrała też utwór Dominoes wraz z pochodzącym z Malty katolickim duchownym i piosenkarzem Robem Galea. Premiera utworu miała miejsce 25 sierpnia. 
W 2018 ukazał się remix utworu Jasona Derulo - Colors (Hymn Coca-Coli na Mistrzostwa świata w piłce nożnej 2018) z udziałem Iray Losco. W sierpniu tego samego roku miało premierę wideo Cliffa Zammita Stevensa z udziałem Iry do utworu Xemx. Utwór nagrany został w ramach wsparcia dla The Marcy Foundation.
W 2019 Ira nagrała, wraz ze zwyciężczynią edycji Malta X Factor - Michelą, nowa wersję pochodzącego z albumu No sinner no saint utworu 
Cannonball.
W 2023 w serwisie YouTube ukazały się dwa nagrania zespołu The Travellers, w których gościnnie wzięła udział Ira - L-Imħabba Kelma Kbira Wisq (październik 2023) i Tridx Tkun Tiegħi Dan il-Milied? (grudzień 2023). W tym ostatnim wzięli udział także Gianluca Bezzina i Michela.

## X Factor Malta
W latach 2018–2024 była jurorką we wszystkich czterech edycjach maltańskiej wersji talent show X Factor (X Factor Malta). W pierwszej edycji prowadziła grupę chłopców, w drugiej dziewcząt, w trzeciej solistów powyżej 25 roku życia, a w czwartej zespoły.

## Aktywizm
Losco publicznie wyraża swoje poparcie dla szeregu spraw społecznych na Malcie, w tym praw osób LGBT czy kampanii przeciwko przemocy wśród nastolatków. W 2014 roku została nominowana do pierwszej edycji nagród LGBTI Community Awards organizowanych przez Malta Gay Rights Movement.

## Inspiracje
Wśród muzycznych inspiracji wymienia wykonawców, takich jak Radiohead, PJ Harvey, Tori Amos, Coldplay czy Adele.

## Nagrody i nominacje

### 2001
Independence Song Contest 2001
- Fejn Stahbejtli

### 2003
Malta Music Awards 2003
- Best Image
- Best Female Artist

### 2004
Tune In's Battle Of The Babes
- Battle Of The Babes

Bay Music Awards
- Best Solo Artist

### 2006
- Bailey's Woman Of The Year Award
- Best Live Act Award - Sole Festival
- Award for Foreign Achievement - Sole Festival

Bay Music Awards
- Best Solo Artist
- Best Single - Driving One Of Your Cars
- Viewers' Choice Awards - Best Performance

### 2007
Malta Music Awards
- Best Album - Accident Prone
- Best Female Artist
- Best Local Export'

Bay Music Awards
- Best Solo Artist'

### 2008
Malta Music Awards
- Best Female Artist'
- Best Album' (Fortune Teller)

Bay Music Awards
- Best Song (Idle Motion)

### 2019
Lovin Music Awards
- Best Solo Act
- Best Collaboration (Hey Now) (with Owen Leuellen)

## Dyskografia
Albumy studyjne
- Butterfly (2001) - z zespołem Tiara
- Someone Else (2004)
- Accident Prone (2005)
- Fortune Teller (2008)
- Love Me or Hate Me (2012)
- The Fire (2013)
- No Sinner No Saint (2018)

EP
- What I'd Give (2012)

Single
- 7th Wonder (2005)
- Walk On Watter (2016)
- Hey Now (2019) - wraz z Owen Leuellen
- Cannonball (2019) - wraz z Michela
- Tibissem (2021) - wraz z Matthew James
- Going For Gold (2022)
- Rip (Rest in Pace) (2023) - wraz z AIDAN
- Illejla (Hey Now, Maltese Version) (2023)